# Велико-Градиште
Велико-Градиште (серб. Велико Градиште, рум. Gradiştea Mare) — населенный пункт городского типа, расположенный на северо-востоке Сербии (Браничевский округ) на берегах рек Дунай (на правом) и Пек (на левом). Население на 2010 год составляют 5 818 жителей.
Является центром общины Велико-Градиште. В состав муниципалитета Велико-Градиште входят 26 населённых пунктов.

## История
До завоевания Балканского полуострова римлянами в I веке до н. э., на территории Велико-Градиште проживали фракийцы и даки. Город назывался Pincum, и принадлежал провинции Верхняя Мёзия.
В Велико-Градиште был найден фрагмент погребального искусства, датируемый началом II века н. э. — incum relief, на котором изображены герои Илиады Ахиллес и Гектор. Уникальность находки обуславливается и тем, что это единственный рельеф такого рода, найденный на территории Мёзии.

## Персоналии
В Велико-Градиште родились:
- Милое Васич (р. 1869 год) — сербский археолог, исследователь доисторической культуры Винча.
- Жанка Стокич (1887—1947) — известная сербская актриса.
- Филип Цептер (р. 1950 год) — основатель, владелец и президент корпорации «Zepter International».